# Flämische Bewegung

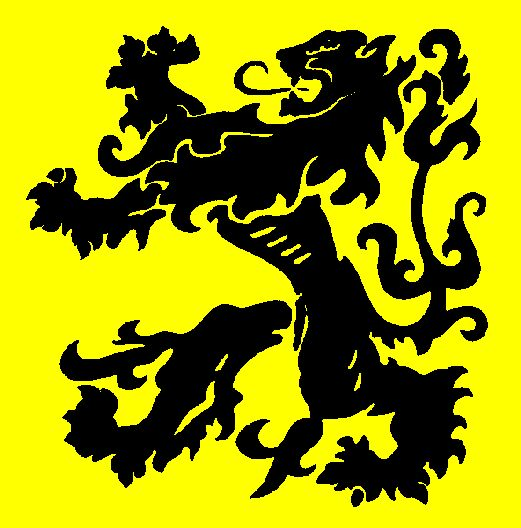
Flämische Flagge, 17. Jahrhundert

Die Flämische Bewegung (niederländisch Vlaamse Beweging) ist ein Sammelname für Vereinigungen und Personen, die seit der Mitte des 19. Jahrhunderts den Anspruch erheben, der niederländischsprachigen „flämischen“ Bevölkerung Belgiens zu ihren kulturellen und politischen Rechten zu verhelfen und deren Repräsentanz und Mitsprache auf allen Ebenen des belgischen Staates und der belgischen Gesellschaft zu verbessern. Personen, die der Flämischen Bewegung zugerechnet werden, wurden häufig als Flaminganten bezeichnet.
Die Ziele der als Flämische Bewegung bezeichneten Gruppierungen unterscheiden sich teilweise stark. Sie reichen von einem Engagement für die Sprachrechte der Flamen innerhalb Belgiens bis zu sezessionistischen Forderungen nach einem unabhängigen flämischen Staat. Historisch reichte das Spektrum der Positionen von der Stärkung des Flamentums in Belgien über dessen staatliche Eigenständigkeit hinaus bis hin zum Anschluss an die Niederlande („Groß-Niederlande“) oder das Deutsche Reich.
Teile der Flämischen Bewegung vertreten die Ansicht, dass die historischen Ziele der Flämischen Bewegung seit der Neugliederung Belgiens in drei föderale Gemeinschaften erfüllt sind.

## Geschichte
Die Flämische Bewegung entstand nach 1830 in Reaktion auf die kulturelle und politische Dominanz der französischsprachigen Bevölkerungsteile Belgiens in dem nach der Belgischen Revolution entstandenen belgischen Staat. Die Flämische Bewegung war anfangs eine Sprach- und Kulturbewegung, die vor allem den gleichberechtigten Gebrauch des Niederländischen in den flämischen Landesteilen forderte. Mitte des 19. Jahrhunderts gewann die Bewegung durch die Reform des Wahlrechts an Einfluss im belgischen Parlament; breitere Bevölkerungsteile konnten nun bei Wahlen abstimmen, und auch die ärmeren Schichten waren mit Abgeordneten im Parlament vertreten. Dies geschah vor dem Hintergrund einer ökonomischen Krise, die vor allem die bäuerliche Bevölkerung im landwirtschaftlich geprägten flämischen Teil des Königreichs besonders traf. Die parlamentarische Arbeit führte 1898 zur offiziellen Anerkennung des Niederländischen als Landessprache im sogenannten Gleichheitsgesetz (niederländisch Gelijkheidswet).
Die offizielle Gleichberechtigung führte allerdings keineswegs zur Befriedung. Belgien war nun offiziell ein zweisprachiges Land, de facto wurde jedoch lediglich Flandern zweisprachig, während Brüssel und Wallonien einsprachig französisch blieben. Viele Frankophone fürchteten um ihre Privilegien in einem zweisprachigen Staat. Die Niederlandisierung von Verwaltung und Unterrichtswesen verlief selbst in den flämischen Landesteilen nur schleppend und partiell. Vor allem an den weiterführenden Schulen wurde fast ausschließlich auf Französisch unterrichtet. Eine der zentralen Forderungen der Flämischen Bewegung war deswegen die Niederlandisierung der Universität Gent als wichtigster Hochschule im flämischen Landesteil. Forderungen nach einem unabhängigen flämischen Staat blieben auf radikale Gruppen beschränkt.
Der Erste Weltkrieg und die deutsche Besatzung Belgiens führten zur Spaltung der Bewegung. Während der größte Teil der Flaminganten, die sogenannten Passivisten, es ablehnte, mit den Deutschen zu kollaborieren, sahen die Aktivisten in der Besatzung die Chance, wesentliche Ziele der Bewegung mit deutscher Hilfe zu erreichen. Die deutsche Besatzungsverwaltung versuchte mit ihrer Flamenpolitik, die Flämische Bewegung auf ihre Seite zu ziehen. Hinter der Front organisierten sich flämische Soldaten in der Frontbewegung. Anlass dafür waren u. a. Konflikte der mehrheitlich flämischen Mannschaften mit meist frankophonen Offizieren, die in der mangelnden Kenntnis der zweiten Landessprache begründet lagen, sodass Soldaten Befehle ihrer Vorgesetzten nicht verstanden und im Kampf teils hohe Verluste hinnehmen mussten.
Die Kollaboration der „Aktivisten“ diente nach dem Krieg frankophonen Politikern dazu, die Flämische Bewegung in ihrer Gesamtheit mit der deutschen Besatzung in Zusammenhang zu bringen. Andererseits wurden in der Flämischen Bewegung selbst zunehmend antibelgische Stimmen hörbar. Die von ehemaligen Soldaten und Mitgliedern der Frontbewegung gegründete Frontpartei forderte ein autonomes Flandern innerhalb eines belgischen Föderalstaates. Auch die gemäßigteren Kräfte in der Bewegung stellten weitergehende Forderungen an den belgischen Staat. Das Minimalprogramm trat nicht mehr für die Durchsetzung der Zweisprachigkeit in ganz Belgien ein, sondern für ein einsprachig niederländisches Flandern. Zur zentralen Veranstaltung der Flämischen Bewegung entwickelte sich die IJzerbedevaart, eine Wallfahrt zu den Gräbern flämischer Soldaten an der Yser unter den Motti „Nie wieder Krieg“ und „Hier unser Blut, wann unser Recht?“.
Ende der 1920er Jahre entstanden innerhalb der Flämischen Bewegung Gruppierungen mit faschistischen Zügen. Die einflussreichste war der 1933 gegründete Vlaams Nationaal Verbond (VNV).

„Die flämisch-nationalistischen Gruppierungen kollaborierten in ihrer Mehrheit auch während des Zweiten Weltkriegs mit den deutschen Besatzern. Die deutschen Nationalsozialisten knüpften ihrerseits an die Okkupationspolitik im Ersten Weltkrieg an und stärkten die „Flämische Bewegung“ nach Kräften, welche niederländischsprachig, anti-französisch, prodeutsch und voller Hass auf den 1830 gegründeten belgischen Staat war. Seit dem Ende des 19. Jahrhunderts hatte sie das Ziel formuliert, Gent zu einer niederländischsprachigen „Rijksuniversiteit“ zu machen, und ebendies hatten die deutschen Besatzer schon 1916 durchgesetzt. Aufgrund ihres Anti-Belgizismus, der in den 1920er Jahren in der Parole „Belgica delenda“ gipfelte, ihrer Vorliebe für die deutsche Romantik und der Wertschätzung des Hoffmann von Fallersleben, der mit seinen „Horae Belgicae“ als der Herold der flämischen Bewegung galt, begrüßten es viele flämische Aktivisten, dass die Deutschen in beiden Weltkriegen ihre Unabhängigkeitsbestrebungen förderten. Einer der Architekten dieser Politik in Belgien und in den Niederlanden, Joseph Otto Plassmann vom Ahnenerbe der SS, ein nordischer Philologe und Volkskundler, nach dem Zweiten Weltkrieg bis zur Emeritierung im Jahre 1958 Professor an der Universität Bonn, sah 1940 die Tätigkeit des „Ahnenerbes“ in Belgien ganz in der Kontinuität des Ersten Weltkrieges. Er behauptete, er habe bereits 1917 gemeinsam mit dem flämischen Linguisten René Van Sint-Jan die flämisch-wallonische Sprachgrenze festgesetzt.“

Nach Auffassung des Zeithistorikers Bernd-A. Rusinek stand „der flämisch-reichsdeutsche Komplex einschließlich der Verwicklung der Universität Gent ... in einem engen Zusammenhang mit der Geschichte des ‚SS-Ahnenerbes‘“ wie generell im Zusammenhang mit der SS, die daran interessiert war, im Rahmen des „Germanischen Wissenschaftseinsatzes“, der von dem SS-Hauptsturmführer Hans Ernst Schneider (als „Hans Schwerte“ später Rektor der RWTH Aachen) geleitet wurde, den Gang der Kulturpolitik in Flandern zu bestimmen.
Die Kollaboration zwischen 1940 und 1945 diskreditierte die flämischen Nationalisten in weiten Teilen der belgischen Bevölkerung. Doch konnte bereits 1954 wieder eine entsprechende Partei gegründet werden, die Volksunie. Außerdem gibt es Parteien wie die Separatisten die Nieuw-Vlaamse Alliantie (N-VA) und die  Rechtspopulisten wie den Vlaams Belang (VB) die eine Abspaltung bzw. mehr Eigenständigkeit fordern.
Mit dem Niedergang der Kohle- und Stahlindustrie der Wallonie seit den 1960er Jahren, dem starken Anstieg der Arbeitslosigkeit in diesem Landesteil und der Ansiedlung neuer prosperierender Wirtschaftszweige in Flandern entwickelte sich der niederländischsprachige Teil Belgiens zur wirtschaftlich führenden Region des Landes und stärkte somit flämische Ansprüche. Die Flämische Bewegung hatte Vertreter in beinahe allen belgischen Parteien, die für eine Festlegung einer neuen Sprachgesetzgebung in Belgien eintraten. Dieses Ziel wurde 1962 mit dem Gilson-Gesetz und der Festlegung einer offiziellen Sprachgrenze erreicht. Belgien teilt sich seither in drei Regionen: das offiziell einsprachig niederländische Flandern, die offiziell einsprachig französische Wallonie und die offiziell zweisprachige Hauptstadtregion Brüssel. Einsprachigkeit bedeutet in diesem Zusammenhang, dass das gesamte öffentliche Unterrichtswesen und die gesamte Verwaltung einer offiziell einsprachigen Region nur in der Sprache der Region stattfindet (vgl. z. B. die Spaltung der Katholischen Universität Löwen). Außerdem wurden 1970 drei Gemeinschaften definiert: die Flämische Gemeinschaft, die Französische Gemeinschaft und die Deutschsprachige Gemeinschaft. Damit wurde Belgien zu einem föderalen Staat, in dem die Regionen und Gemeinschaften wie Bundesländern bestimmte Kompetenzen zugebilligt werden und sie in den betreffenden Bereichen weitgehend selbstständige politische Entscheidungen fällen. Innerhalb der offiziell einsprachigen Gebiete gibt es, insbesondere in deren Randgebieten, vereinzelt sogenannte Fazilitäten-Gemeinden.